# Arnold von Vittinghoff gen. Schell
Arnold von Vittinghoff gen. Schell (* 22. Dezember 1593; † 8. April 1666 in Münster) war Domherr in Paderborn und Münster sowie Propst von St. Mauritz in Münster.

## Leben

### Herkunft und Familie
Arnold von Vittinghoff, genannt Schell (zu Schellenberg) entstammte dem westfälischen Adelsgeschlecht von Vittinghoff. Die Sprossen der Familie bekleideten hohe Ämter in der Kirche, beim Militär und in den Verwaltungen. So stellten die Freiherrn von Vittinghoff von 1456 bis zur Säkularisation im Jahre 1803 die Erbdrosten im Stift Essen.
Arnold wurde als Sohn des Erbdrosten Bernhard von Vittinghoff (* 1550) und seiner Gemahlin Christiane von Brüggeney gen. Hasenkamp (* 1565) geboren. Sein älterer Bruder Konrad (* 1590) war mit Anna Catharina von Torck (* 1600) verheiratet.

### Wirken in Münster
Arnold wurde am 30. August 1616 durch den Turnar für die Dompräbende des verstorbenen Domherrn Georg von Haxthausen  nominiert und am 19. September auf die Geschlechter Schell, Hasenkamp gen. Brüggeney, Westerholt und Keppel aufgeschworen. Am 18. September 1625 nahm er Besitz von dieser Präbende.
Die Wahl zum Propst von St. Mauritz in Münster fiel auf den 6. Oktober 1625. Der Kurfürst bestätigte diese Wahl drei Tage später.
Arnold wurde am 5. April 1645 zum Assessor der Domkellnerei bestallt. Am 15. Januar 1665 verzichtete Arnold aus Altersgründen auf das Oblegium Gronover, das er 1625 nach dem Tode Wilhelms von Elverfeldt in Besitz genommen hatte. An seine Stelle trat sein Neffe Wilhelm Franz von Vittinghoff gen. Schell.

### Sonstiges
Bei einem Brand in seiner Kurie am 15. Dezember 1631 wurde sein gesamtes Inventar einschließlich wichtiger Urkunden und Dokumente fast völlig zerstört.